# Soukeina Sagna
Soukeina Sagna (født 17. april 1998 i Saint-Denis) er en fransk-senegalesisk håndboldspiller, der spiller for det senegalesiske landshold.
Hun deltog ved VM håndbold 2023 i Danmark/Norge/Sverige.